# Jyutping
The Linguistic Society of Hong Kong Cantonese Romanization Scheme, kurz LSHK Romanization (chinesisch 香港語言學學會粵語拼音方案 / 香港语言学学会粤语拼音方案, Pinyin Xiānggǎng Yǔyánxué Xuéhuì Yuèyǔ Pīnyīn Fāng'àn, Jyutping Hoeng1gong2 Jyu5jin4hok6 Hok6wui2 Jyut6jyu5 Ping1*3jam1 Fong1on3), meist nur Jyutping, seltener Jyutpin (粵拼 / 粤拼) genannt, ist eine Umschrift der kantonesischen Sprache. Sie wurde 1983 von der Linguistic Society of Hong Kong, kurz LSHK, (香港語言學學會) für die Verwendung als offizieller Standard publiziert. Außer in Hongkong wird Jyutping auch in verschiedenen Instituten in Taiwan und Japan eingesetzt. Verschiedene Bildungsinstitute sowie Hochschulen und Universitäten Hongkongs nutzen das Jyutping-System. Dazu gehören beispielsweise die Chinesische Universität Hongkong, die Universität Hongkong, die Polytechnische Universität Hongkong, die City University of Hong Kong sowie die Education University of Hong Kong. Sie ist neben der Yale-Romanisierung eine der meistverbreiteten Umschriften des Kantonesischen in das lateinische Alphabet. Während das Aussprachesystem der Yale-Romanisierung sich an Englischmuttersprachler richtet, basiert die Umschrift und Aussprache von Jyutping zur Romanisierung auf dem deutschen Alphabet.

## Umschrift- / Transkriptionstabelle
Chinesische Schriftzeichen repräsentieren meist eine Silbe als Lautstruktur eines Morphems. Silben setzen sich aus einem Anlaut (聲母) und einem Auslaut (韻母) zusammen. Das Kantonesische ist darüber hinaus wie Hochchinesisch eine Tonsprache. Damit lassen sich die chinesischen Zeichen als Kombination von Anlaut und Auslaut mit Markierung des Tones durch Zahlen in die lateinische Schrift transkribieren.

### Anlaute
| b /p/ 巴   | p /pʰ/ 怕   | m /m/ 媽  | f /f/ 花 |
| d /t/ 打   | t /tʰ/ 他   | n /n/ 那  | l /l/ 啦 |
| g /k/ 家   | k /kʰ/ 卡   | ng /ŋ/ 牙 | h /h/ 蝦 |
| gw /kʷ/ 瓜 | kw /kʰʷ/ 誇 | w /w/ 蛙  |          |
| z /ts/ 渣  | c /tsʰ/ 叉  | s /s/ 沙  | j /j/ 也 |

### Auslaute
| aa /aː/ 沙 | aai /aːi/ 徙 | aau /aːu/ 梢 | aam /aːm/ 三 | aan /aːn/ 山 | aang /aːŋ/ 坑 | aap /aːp/ 圾 | aat /aːt/ 剎 | aak /aːk/ 客 |
|            | ai /ɐi/ 西   | au /ɐu/ 收   | am /ɐm/ 心   | an /ɐn/ 新   | ang /ɐŋ/ 笙   | ap /ɐp/ 濕   | at /ɐt/ 失   | ak /ɐk/ 塞   |
| e /ɛː/ 些  | ei /ei/ 四   | eu /ɛu/ 掉   | em /ɛːm/ 舐  | en /ɛːn/     | eng /ɛːŋ/ 鄭  | ep /ɛːp/ 夾  | et /ɛːt/     | ek /ɛːk/ 石  |
| i /iː/ 詩  |              | iu /iːu/ 消  | im /iːm/ 閃  | in /iːn/ 先  | ing /ɪŋ/ 星   | ip /iːp/ 攝  | it /iːt/ 洩  | ik /ɪk/ 識   |
| o /ɔː/ 疏  | oi /ɔːi/ 開  | ou /ou/ 蘇   |              | on /ɔːn/ 看  | ong /ɔːŋ/ 桑  |              | ot /ɔːt/ 喝  | ok /ɔːk/ 索  |
| u /uː/ 夫  | ui /uːi/ 灰  |              |              | un /uːn/ 寬  | ung /ʊŋ/ 鬆   |              | ut /uːt/ 闊  | uk /ʊk/ 叔   |
| oe /œː/ 鋸 |              |              |              |              | oeng /œːŋ/ 商 |              |              | oek /œːk/ 削 |
|            | eoi /ɵy/ 需  |              |              | eon /ɵn/ 詢  |               |              | eot /ɵt/ 摔  |              |
| yu /yː/ 書 |              |              |              | yun /yːn/ 孫 |               |              | yut /yːt/ 雪 |              |
|            |              |              | m /m̩/ 唔     |              | ng /ŋ̩/ 吳     |              |              |              |

### Töne
Drei der neun Töne im Kantonesischen sind so genannte Eintrittstöne, auch jap- / ru-Töne (入聲), die nur in Silben auftreten, die auf -p, -t oder -k enden. Diese drei Eintrittstöne haben in Jyutping keine eigene Tonzahl. Daher wird speziell im Jyutping-Umschriftsystem auch von den „sechs Tönen des Kantonesischen“ gesprochen, während man nach Yuen Ren Chao hier von den „neun Tönen des Kantonesischen“ spricht. Der Verlauf der Töne des Kantonesischen lässt sich wie folgt durch jeweils ein Zahlenpaar (außer den drei Eintrittstönen) charakterisieren:

Neun Töne (Sechs Töne) des Kantonesischen nach Yuen Ren Chao

| Gruppe                     | Jam- / Yin-Töne Hochtöne (陰聲 / 阴声)    | Jam- / Yin-Töne Hochtöne (陰聲 / 阴声)                   | Jam- / Yin-Töne Hochtöne (陰聲 / 阴声) | Joeng- / Yang-Töne Tieftöne (陽聲 / 阳声)   | Joeng- / Yang-Töne Tieftöne (陽聲 / 阳声)              | Joeng- / Yang-Töne Tieftöne (陽聲 / 阳声) | Jap- / Ru-Töne Eintrittstöne (入聲 / 入声) | Jap- / Ru-Töne Eintrittstöne (入聲 / 入声) | Jap- / Ru-Töne Eintrittstöne (入聲 / 入声) |
| -------------------------- | ----------------------------------------- | -------------------------------------------------------- | -------------------------------------- | ------------------------------------------- | ------------------------------------------------------ | ----------------------------------------- | ------------------------------------------ | ------------------------------------------ | ------------------------------------------ |
| Name                       | Jamping Yinping 陰平                      | Jamsoeng Yinshang 陰上                                   | Jamheoi Yinqu 陰去                     | Joengping Yangping 陽平                     | Joengsoeng Yangshang 陽上                              | Joengheoi Yangqu 陽去                     | Soengjamjap Shangyinru 上陰入              | Haajamjap Xiayinru 下陰入                  | Joengjap Yangru 陽入                       |
| Zahl                       | 1                                         | 2                                                        | 3                                      | 4                                           | 5                                                      | 6                                         | 1 (7)                                      | 3 (8)                                      | 6 (9)                                      |
| Art                        | - Hoher Ton - Leicht fallender heller Ton | - Mittlerer steigender Ton - Mitte steigender heller Ton | - Mittlerer Ton - Heller Ton           | - Tiefer Ton - Leicht fallender dunkler Ton | - Tiefer steigender Ton - Mitte steigender dunkler Ton | - Tiefer Ton - dunkler Ton                | - Hoher heller Eintrittston                | - Tiefer heller Eintrittston               | - Tiefer dunkler Eintrittston              |
| Verlauf                    | ˥ – 55 / ˥˧ – 53                          | ˧˥ – 35                                                  | ˧ – 33                                 | ˩ – 11 / ˨˩ – 21                            | ˩˧ – 13                                                | ˨ – 22                                    | ˥ – 5                                      | ˧ – 3                                      | ˨ – 2                                      |
| Bsp. (Zeichen)             | 詩                                        | 史                                                       | 試                                     | 時                                          | 市                                                     | 事                                        | 色                                         | 錫                                         | 食                                         |
| Umschr. Standard (Altern.) | si1 (si1)                                 | si2 (si2)                                                | si3 (si3)                              | si4 (si4)                                   | si5 (si5)                                              | si6 (si6)                                 | sik1 (sik1)                                | sik3 (sik3)                                | sik6 (sik6)                                |

## Beispiele
Gedicht
Beispieltranskription des Gedichts Erwachen im Frühling (春曉), ein Klassiker von Meng Haoran (孟浩然) aus Dreihundert Tang-Gedichte (für die Transkription in Hochchinesisch und Übersetzung ins Deutsche siehe Meng Haoran#Werk):
| 春曉        | Ceon1hiu2                |
| ----------- | ------------------------ |
| 春眠不覺曉, | Ceon1min4 bat1 gok3hiu2, |
| 處處聞啼鳥. | cyu3cyu3 man4 tai4niu5.  |
| 夜來風雨聲, | Je6 loi4 fung1jyu5sing1, |
| 花落知多少? | faa1 lok6 zi1 do1siu2?   |

Vokabeln
| Langzeichen  | Kurzzeichen  | Standard                | Alternativ              | Bedeutung            |
| ------------ | ------------ | ----------------------- | ----------------------- | -------------------- |
| 廣州話       | 广州话       | gwong2zau1waa2          | gwong2zau1waa2          | Kantonesisch         |
| 廣東話       | 广东话       | gwong2dung1waa2         | gwong2dung1waa2         | Kantonesisch         |
| 粵語         | 粤语         | jyut6jyu5               | jyut6jyu5               | Kantonesisch         |
| 你好         | 你好         | nei5 hou2               | nei5 hou2               | Hallo                |
| 多謝         | 多谢         | do1ze6                  | do1ze6                  | Danke Schön          |
| 我係德國人。 | 我系德国人。 | Ngo5 hai6 dak1gwok3jan4 | Ngo5 hai6 dak1gwok3jan4 | Ich bin Deutsche(r). |